# José Copas
El coronel José Copas (Hacienda Rubio, Chihuahua; ?-18 de abril de 1917) fue un militar mexicano que participó en la Revolución mexicana. En 1910 se incorporó al movimiento maderista, participando en la Batalla de Rancho Las Escobas, el 28 de noviembre de ese mismo año, al lado de Francisco Villa. Concurrió también en los combates de Cerro Prieto, Bauche y la Toma de Ciudad Juárez. Fue uno de los pilares en la formación del Cuerpo de los “Dorados” de la División del Norte. Murió junto con su hermano Juan en el combate de San Miguel Bavícora, Chihuahua, contra las fuerzas del general carrancista Francisco Murguía.